# Juchym Zwiahilski

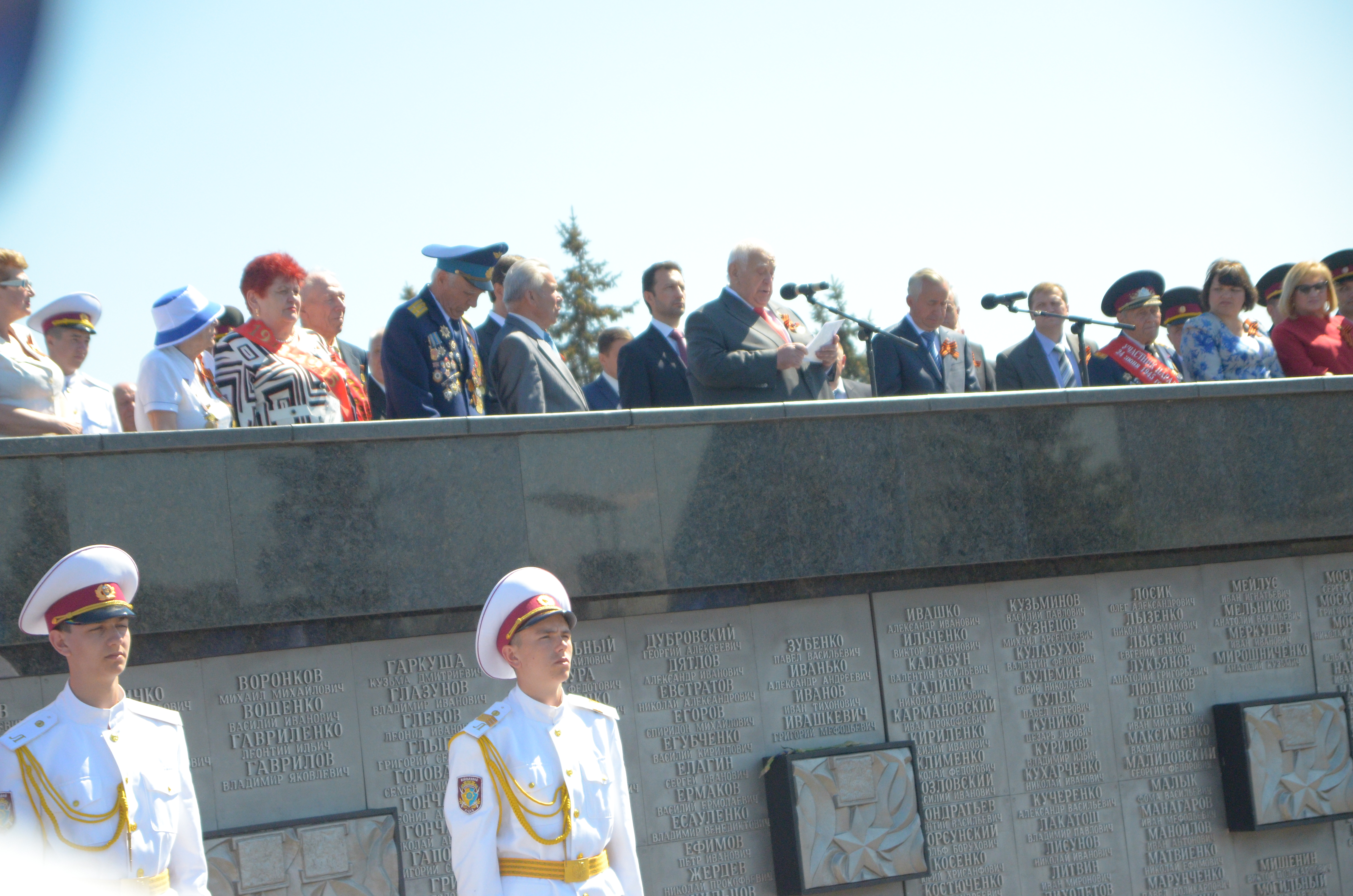
Juchym Zwiahilski przemawiający podczas uroczystych obchodów Dnia Zwycięstwa w Doniecku (2013)

Juchym Leonidowycz Zwiahilski (ukr. Юхим Леонідович Звягільський; ur. 20 lutego 1933 w Stalinie, zm. 6 listopada 2021 w Kijowie) – ukraiński polityk i inżynier żydowskiego pochodzenia. W latach 1993–1994 pełniący obowiązki premiera Ukrainy, długoletni deputowany. Bohater Pracy Socjalistycznej (1986) oraz Bohater Ukrainy (2003). Członek tzw. starego klanu donieckiego.

## Życiorys
Urodził się w rodzinie żydowskiego pochodzenia. W 1956 ukończył Doniecki Instytut Przemysłowy (w specjalności inżynier górniczy). Pracował w kopalni nr 13, był tam kierownikiem zmiany, głównym inżynierem, a następnie dyrektorem kopalni. Uzyskał stopień doktora nauk technicznych. Był członkiem Komunistycznej Partii Związku Radzieckiego. Za swoją działalność zawodową otrzymał kilka wysokich radzieckich odznaczeń.
W 1990 został w wyborach parlamentarnych wybrany na deputowanego do Rady Najwyższej Ukraińskiej Socjalistycznej Republiki Radzieckiej z obwodu donieckiego, przekształconej w trakcie kadencji w Radę Najwyższą Ukrainy. Od listopada 1992 był przewodniczącym miejskiej rady narodowej w Doniecku i przewodniczącym komitetu wykonawczego. W czerwcu 1993 objął stanowisko wicepremiera, we wrześniu tego samego roku przejął tymczasowo obowiązki premiera Ukrainy. Urząd ten pełnił do czerwca 1994. Był wówczas osobą blisko związaną z prezydentem Łeonidem Krawczukiem. W wyborach w tym samym roku uzyskał mandat deputowanego.
Od listopada 1994 do marca 1997 pracował w Izraelu. Zarzucono mu wywiezienie z terytorium Ukrainy 300 milionów dolarów amerykańskich. Po powrocie do kraju został przewodniczącym rady nadzorczej kopalni węgla kamiennego im Ołeksandra F. Zasiadki w Doniecku. Później stał się jednym z liderów Partii Regionów.
W wyborach parlamentarnych w 1998, 2002, 2006, 2007, 2012 i 2014 uzyskiwał mandat deputowanego do ukraińskiego parlamentu kolejnych kadencji. Po wydarzeniach Euromajdanu związał się z Blokiem Opozycyjnym. W 2019 nie kandydował do ukraińskiego parlamentu.
Zmarł na skutek COVID-19 w okresie światowej pandemii tej choroby.

## Odznaczenia
- Bohater Ukrainy (2003)[5]
- Order Księcia Jarosława Mądrego IV klasy (2013)
- Order Księcia Jarosława Mądrego V klasy (2009)[6]
- Złoty Medal „Sierp i Młot” Bohatera Pracy Socjalistycznej (1986)[2]
- Order Lenina (1986)
- Order Rewolucji Październikowej (1981)
- Order Czerwonego Sztandaru Pracy (1971)
- Medal jubileuszowy „W upamiętnieniu 100-lecia urodzin Władimira Iljicza Lenina” (1970)
- Państwowa Nagroda Ukrainy w dziedzinie nauki i techniki (2002)[7]
- Honorowa nagroda Gabinetu Ministrów Ukrainy (2003)[8]
- Honorowy obywatel Doniecka (1998)